# Minneshierarki
Minneshierarki kallar man den struktur som ett datorminne är adressmässigt ordnad efter. I inbyggda system är det till exempel vanligt att ha Random Access Memory (RAM) överst och Flashminne nederst (högst adress nedåt). Men även om detta är vanligt så händer det att man delar upp till exempel flash i sidor (eller banker) för att kunna köra en delapplikation under en viss minnesarea och en annan delapplikation under en annan area samtidigt som man får en reserverad minnesarea för varje applikation. Detta görs i praktiken genom att man så att säga "bankar" minnet genom att reservera de högsta bitarna i adressbussen till att styra dessa banker. Om man till exempel har 12 bitars adressbuss så kan man reservera de översta fyra bitarna till att välja de olika bankerna och varje bank har då ett adressutrymme motsvarande resten av de 12 bitarna. På detta sätt har vi alltså fått 16 (24) banker på vardera 256 (28) bytes.